# 埃德
埃德（荷蘭語：Ede）是荷兰海尔德兰省的一个城市和市镇。人口119,186（2021年），為海尔德兰省人口第四多的市鎮，僅次於奈梅亨、阿珀爾多倫、阿納姆。